# Sobienie-Jeziory (village)
Pour les articles homonymes, voir Sobienie-Jeziory.
Sobienie-Jeziory (prononciation : [sɔˈbjɛɲɛ jɛˈʑɔrɨ]) est un village polonais de la gmina de Sobienie-Jeziory dans le powiat d'Otwock de la voïvodie de Mazovie dans le centre-est de la Pologne.
Le village est le siège administratif (chef-lieu) de la gmina appelée gmina de Sobienie-Jeziory.
Il se situe à environ 21 kilomètres au sud d'Otwock (siège du powiat) et à 39 kilomètres au sud-est de Varsovie (capitale de la Pologne).
Le village compte approximativement une population de 700 habitants en 2006.

## Histoire
De 1975 à 1998, le village appartenait administrativement à la voïvodie de Siedlce.